# Rundgraaf
De Rundgraaf is een beekje in de Nederlandse provincie Noord-Brabant dat oorspronkelijk ontsprong nabij Oerle, en dat ten noorden van Veldhoven en Zeelst liep, om uit te monden in de Gender, die uiteindelijk in de Dommel uitmondde.
Door verstedelijking, met name de aanleg van nieuwe wijken als Heikant, De Kelen en De Polders, werd de stroom onderbroken. Een deel van de Rundgraaf werd opnieuw aangelegd tussen de woonwijken en er om heen werd een langgerekt park, het Rundgraafpark, verwezenlijkt. De hier gelegen Rundgraaf dient onder meer voor waterberging. Hij begint nu iets ten noordoosten van het dorp Oerle, loopt bovenlangs de wijk Heikant en buigt dan naar het noorden, waar hij de grens vormt tussen de gemeente Veldhoven en de Eindhovense wijk Meerhoven. Uiteindelijk loopt hij -niet geheel ononderbroken- ten noorden van de buurt Grasrijk en mondt, iets ten noorden van de jachthaven, uit in het Beatrixkanaal.
In het kader van de bouw van woonwijken ten noorden en ten westen van Oerle wordt ook de bovenloop van de Rundgraaf weer hersteld.